# Cocoon (Björk)
Cocoon is een single van de IJslandse zangeres Björk afkomstig van het album Vespertine.

## Videoclip
Zoals ook de twee vorige clips van het album Vespertine is ook Cocoon een excentrieke clip. Björk staat in een lege kamer en er groeien allerlei rode draden uit haar borsten die zich langzaam om haar heen wikkelen totdat ze in een cocon zit. De clip is geregisseerd door Eiko Ishioka.

## Uitgaven
Cocoon is op twee verschillende cd-singles en op dvd-single uitgebracht. De dvd bevat de videoclip.
- cd-single 1 en dvd-single

1. Cocoon
2. Pagan Poetry (Music Box)
3. Sun in My Mouth (Recomposed by Ensemble)

- cd-single 2

1. Cocoon (radio edit)
2. Aurora (Music Box)
3. Amphibian

Pagan Poetry is niet inbegrepen bij het verzamelalbum Greatest hits uit 2002, in tegenstelling tot de twee andere singles van Vespertine (Hidden Place en Pagan Poetry).